# ヨーロッパボクシング連合
ヨーロッパボクシング連合（ヨーロッパボクシングれんごう、英：European Boxing Union）は、ヨーロッパにおけるプロボクシングの組織団体。略称はEBU。

## 歴史
ヨーロッパボクシング連合は当初、国際ボクシング連合（International Boxing Union, IBU）として1910年にパリで設立され、1946年に現在のEBUに改名された。
設立当初はアメリカのボクシング団体NBA（National Boxing Accociation、WBAの前身）と張り合う形で多くの世界タイトル戦を認定した。またボクシング自体が欧米中心でもあったため、メジャーなボクシング団体として広く知られていた。しかし、第二次世界大戦の間ヨーロッパの多くの国が戦火に見舞われたため、世界タイトル戦が困難になり経済的に逼迫していく。
1962年にNBAがWBAとなり、WBAはEBUが加盟することを求めたが、EBUは拒否した。翌年にWBC が設立されると、EBUはWBCに加盟し、傘下の地域団体となった。
現在、EBU王座は欧州における地域タイトルとなっている。

## 認定王座
ヨーロッパボクシング連合は、現在EBU、EU（欧州連合）、そして女子の3種類の王座を認定している。EU王座に挑戦する場合、挑戦者はEU圏内の国の国民であり、その国の連盟からライセンスを交付されていなければならない。

### 団体
- 世界ボクシング協会（WBA）
- 世界ボクシング評議会（WBC）
- 世界ボクシング機構（WBO）
- 国際ボクシング連盟（IBF）